# Мостовське (Верхньопишминський міський округ)
Мосто́вське (рос. Мостовское) — село у складі Верхньопишминського міського округу Свердловської області.
Населення — 364 особи (2010, 335 у 2002).
Національний склад станом на 2002 рік: росіяни — 90 %.

## Відомі люди
- Дерябін Флегонт Никифорович (1901–1978) — дніпропетровський архітектор. Головний архітектор Дніпропетровська (1938–1941; 1944–1952)[3].